# Zentralfriedhof Montevideo

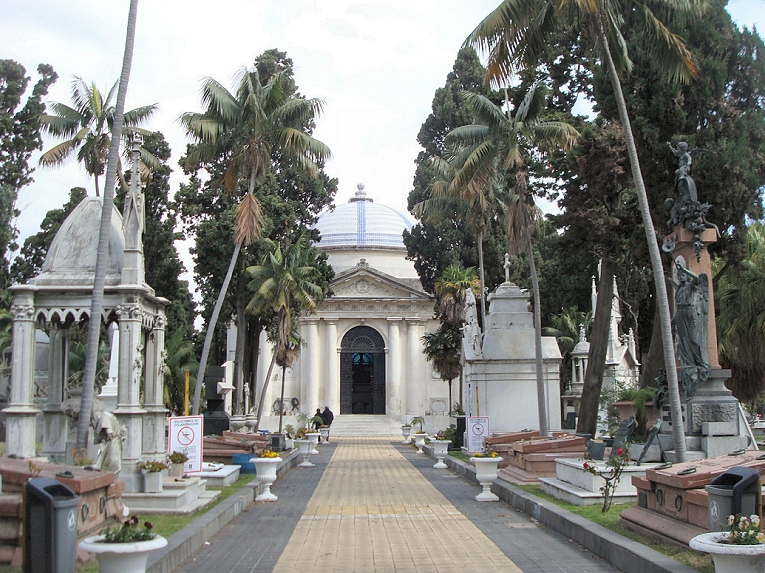
Zentralfriedhof Montevideo

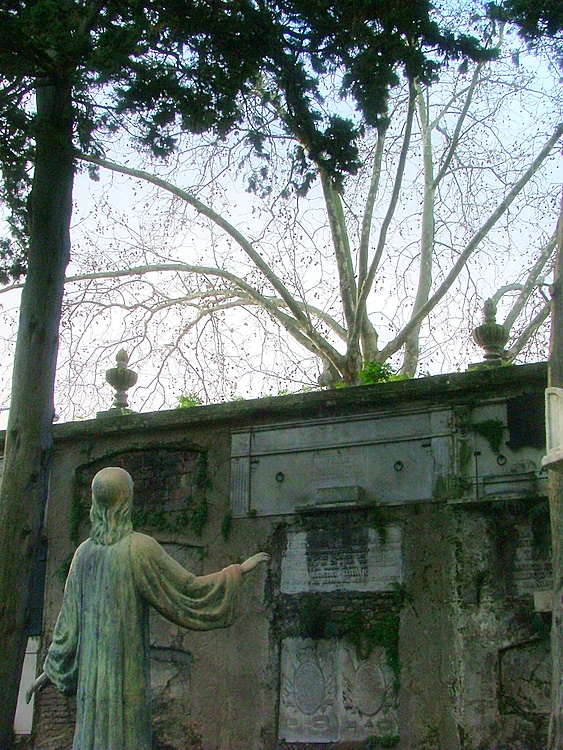
Der Cementerio Central

Der Zentralfriedhof von Montevideo (Cementerio Central) ist einer der bedeutendsten Friedhöfe der Landeshauptstadt Montevideo und Uruguays insgesamt.
Die im November 1835 eingeweihte heutige letzte Ruhestätte vieler prominenter nationaler Persönlichkeiten Uruguays liegt im montevideanischen Stadtteil Barrio Sur eingebettet zwischen der Rambla República Argentina und der Avenida Gonzalo Ramirez. Hier ist auch das Panteón zu finden. Seit 1975 ist der Cementerio Central als Monumento Histórico Nacional klassifiziert.

## Gräber bekannter Persönlichkeiten
- Delmira Agustini
- Luis Batlle Berres
- José Batlle y Ordóñez
- Eduardo Blanco Acevedo
- Juan Manuel Blanes
- François Ducasse, Vater Comte de Lautréamonts[2]
- Luis Alberto de Herrera
- Leandro Gómez (1811–1865)
- Benito Nardone
- José Enrique Rodó
- Alejo Rossell y Rius und Dolores Pereira de Rossell.[3]
- Juan Spikerman
- Juan Zorrilla de San Martín